# F-111C战斗轰炸机
F-111C（英語： 绰号“小猪”）是F-111“土豚”中程封锁舰和战术攻击机的变种，是美国通用动力公司以为满足澳大利亚的需求而开发的。设计是基于F-111A型，但是包括更长的机翼和强化了的底盘。在1963年，澳大利亚政府下令为澳大利亚皇家空军（RAAF）购买了24架F-111C，但是飞机由于长时间运行的技术问题而不能兑现，直到1973年。在1979年和1980年期间，这四个飞机转换为RF-111C侦察型。有四架前美国空军（USAF）的F-111A是由澳大利亚购买并转换为F-111C的标准以用来取代在1982年期间因为意外事故而毁坏了的F-111C。澳大利亚也在1993年和2007年之间购买了15架F-111G型，其主要用于转换训练。澳大利亚皇家空军剩余的F-111C已于2010年12月全部退役。
此机原本计划一直服役到2020年後再退役，但F-111机队已由24架F/A-18F“超级大黄蜂”战斗攻击机取代，且同样用于取代它并且等待交付中的F-35“闪电II”目前也在发展当中。

## 用途
- 澳大利亚皇家空军
  - 第82飞行大队 – 安伯利皇家空军基地

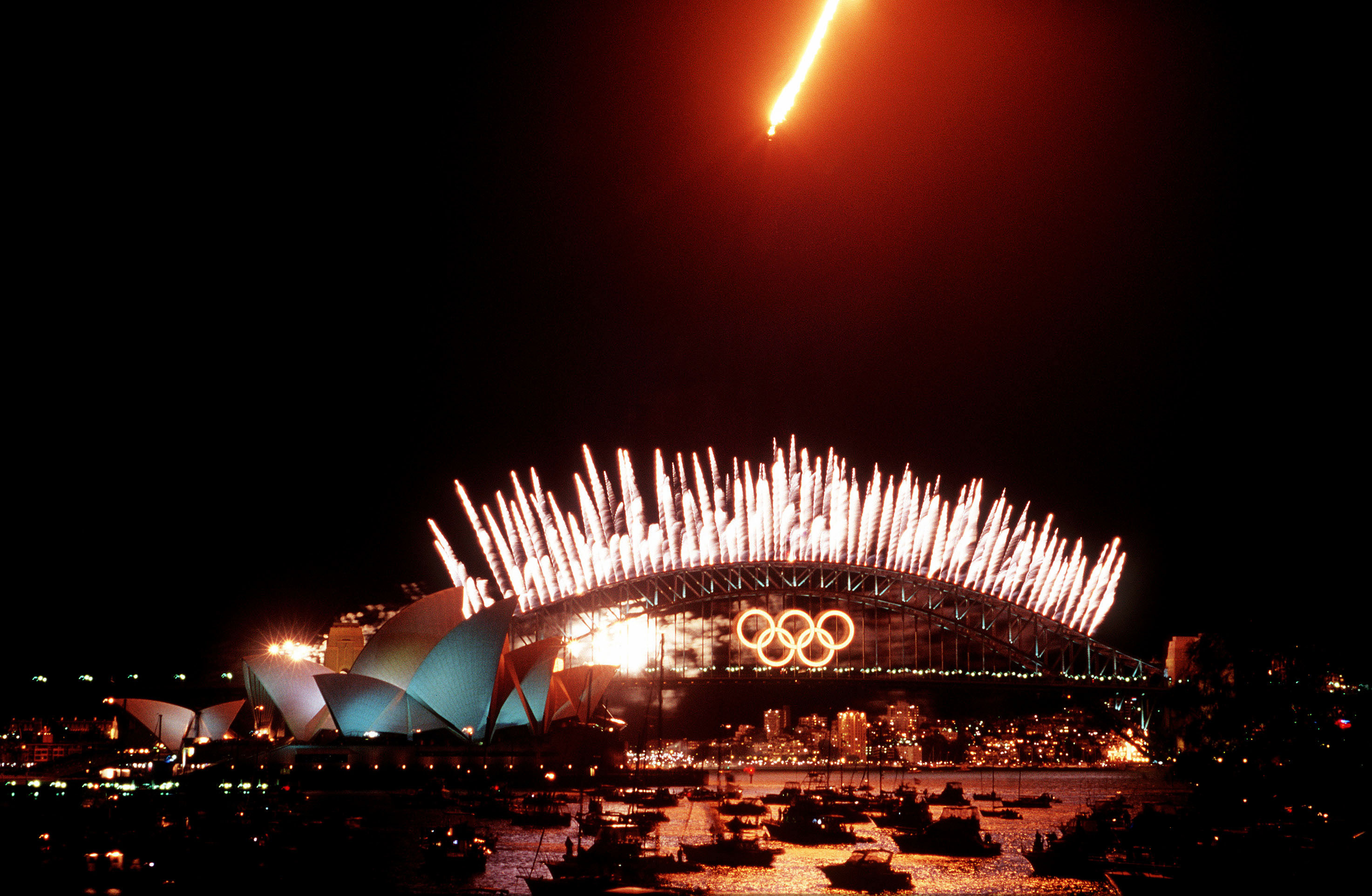
一架澳洲的F-111盘旋于雪梨港灣大橋为2000年夏季奧林匹克運動會执行“转储和燃烧”的动作

    - 第1中队F-111C（1973–2009年）
    - 第6中队F-111C（1973–2010年），F-111G（1993–2007年）

  - 澳大利亚皇家空军飞机研发单位（试验用）[2]